# Podandrogyne cernua
Podandrogyne cernua là một loài thực vật có hoa trong họ Màng màng. Loài này được Woodson miêu tả khoa học đầu tiên năm 1948.